# رسومات جوجل
رسومات جوجل أو جوجل دروينج (بالإنجليزية: Google Drawings)‏ عبارة عن برنامج رسم تخطيطي مضمن كجزء من مجموعة أدوات تحرير مستندات جوجل المجانية المستندة إلى الويب، تتوفر رسومات جوجل كتطبيق ويب وكتطبيق سطح مكتب على نظام التشغيل كروم أو إس.

## نبذة
يسمح التطبيق للمستخدمين بإنشاء وتحرير المخططات الانسيابية، والمخططات التنظيمية، والخرائط الذهنية، وخرائط المفاهيم، وأنواع أخرى من المخططات عبر الإنترنت.

## تاريخ
- تم تقديم رسومات جوجل في الأصل في 12 أبريل 2010، باسم جوجل دوكس دروينج.[6]
- في 1 أغسطس 2011، أعلنت جوجل أن المستخدمين سيكونون قادرين على نسخ ولصق العناصر الرسومية بين رسومات جوجل المختلفة.[7]
- في 7 يناير 2019، أضافت جوجل تضمين ملفات رسومات جوجل إلى محرر مستندات جوجل.[8]

## وصلات خارجية
- الموقع الرسمي

لم يتم العثور على روابط لمواقع التواصل الاجتماعي.